# Скотч-Медоус (Північна Кароліна)
Скотч-Медоус (англ. Scotch Meadows) — переписна місцевість (CDP) в США, в окрузі Скотленд штату Північна Кароліна. Населення — 568 осіб (2020).

## Географія
Скотч-Медоус розташований за координатами 34°41′20″ пн. ш. 79°31′4″ зх. д. / 34.68889° пн. ш. 79.51778° зх. д. (34.688948, -79.517716).  За даними Бюро перепису населення США в 2010 році переписна місцевість мала площу 0,88 км², уся площа — суходіл.

## Демографія
Згідно з переписом 2010 року, у переписній місцевості мешкало 580 осіб у 195 домогосподарствах у складі 179 родин. Густота населення становила 657 осіб/км².  Було 204 помешкання (231/км²).
Расовий склад населення:
| - 88,4 % — білих - 6,0 % — чорних або афроамериканців - 2,2 % — азіатів - 2,1 % — корінних американців - 0,2 % — вихідців з тихоокеанських островів |

До двох чи більше рас належало 0,9 %. Частка іспаномовних становила 1,0 % від усіх жителів.
За віковим діапазоном населення розподілялося таким чином: 24,8 % — особи молодші 18 років, 60,2 % — особи у віці 18—64 років, 15,0 % — особи у віці 65 років та старші. Медіана віку мешканця становила 44,3 року. На 100 осіб жіночої статі у переписній місцевості припадало 96,6 чоловіків;  на 100 жінок у віці від 18 років та старших — 97,3 чоловіків також старших 18 років.
Середній дохід на одне домашнє господарство  становив 89 903 долари США (медіана — 84 076), а середній дохід на одну сім'ю — 86 376 доларів (медіана — 84 500). За межею бідності перебувало 12,8 % осіб, у тому числі 44,0 % дітей у віці до 18 років та 0,0 % осіб у віці 65 років та старших.
Цивільне працевлаштоване населення становило 173 особи. Основні галузі зайнятості: освіта, охорона здоров'я та соціальна допомога — 31,8 %, роздрібна торгівля — 17,3 %, фінанси, страхування та нерухомість — 12,7 %, публічна адміністрація — 11,0 %.